# Uwe Jursch
Uwe Jursch (* 20. Juni 1963, Fürstenau) ist ein ehemaliger deutscher Fußballspieler.

## Karriere
Jursch spielte die Saison 1985/86 für den VfL Herzlake in der eingleisigen Verbandsliga Niedersachsen, bevor er zur Saison 1986/87 vom Zweitligisten VfL Osnabrück verpflichtet wurde. Sein Debüt im Profi-Fußball krönte er am 8. November 1986 (11. Spieltag) beim 3:2-Sieg im Auswärtsspiel gegen Arminia Bielefeld gleich mit zwei Toren, den Treffern zum 1:2 und 2:2 in der 45. und 46. Minute. Bis zum Saisonende 1990/91 bestritt er für den Verein insgesamt 110 Punktspiele, in denen er 31 Tore erzielte. Ferner kam er im Wettbewerb um den DFB-Pokal zum Einsatz. Sein Debüt gab er am 29. August 1987 bei der 0:2-Erstrunden-Niederlage gegen den FSV Salmrohr. 1988/89 wurde er in der 1. und 2. Runde eingesetzt und zuletzt am 4. August 1990 beim 4:2-Erstrunden-Sieg über Viktoria Köln.
Zur Saison 1991/92 wurde er von Hannover 96 verpflichtet, für das er in der 2. Bundesliga Nord zehn Punktspiele bestritt und zwei Tore erzielte sowie fünf von zehn Aufstiegsspielen innerhalb der Meisterrunde. In seiner letzten Saison, 1992/93, in der nicht in zwei Staffeln unterteilten 2. Bundesliga, kam er lediglich zu drei Punktspielen.
Mit Hannover 96 gewann er das am 23. Mai 1992 im Berliner Olympiastadion vor 76.200 Zuschauern gegen Borussia Mönchengladbach ausgetragene Finale um den DFB-Pokal. In seinem einzigen Spiel in diesem Wettbewerb in dieser Saison wurde er beim Stand von 0:0 für Michael Koch in der 71. Minute eingewechselt. Da das Spiel nach 90 Minuten torlos geblieben war, entschied seine Mannschaft dieses im Elfmeterschießen mit 4:3. Aufgrund dieses Erfolges nahm er mit seiner Mannschaft auch am internationalen Vereinswettbewerb um den Europapokal der Pokalsieger teil. Sein einziges Spiel bestritt er am 30. September 1992 im Erstrunden-Rückspiel gegen Werder Bremen, das mit 2:1 gewonnen wurde, jedoch für das Weiterkommen nicht reichte, da das Hinspiel mit 1:3 verloren wurde.
In seiner letzten Saison für Hannover 96 kam er noch einmal in diesem Wettbewerb zum Einsatz und bestritt die am 10. Oktober 1993 mit 1:0 gewonnene 3. Runde bei Bayer 05 Uerdingen.

## Erfolge
- DFB-Pokal-Sieger 1992